# Тараков, Лев Юрьевич
Лев Юрьевич Тараков (9 сентября 1966, Чигирин, Черкасская область, Украинская ССР, СССР — 9 апреля 2025) — казахстанский журналист, общественный деятель. Главный редактор общественно-политической газеты «Время».

## Биография
Родился 9 сентября 1966 года в городе Чигирин Черкасской области Украинской ССР.

### Образование
1988 — Киевское высшее военно-морское политическое училище.

### Трудовая деятельность
1988—1992 — офицер-политработник на кораблях Северного флота.
1992—1994 — сотрудник Министерства печати и массовой информации Казахстана.
1994—1997 — сотрудник аналитических подразделений Администрации Президента Казахстана.
1997 — директор Казахстанского института стратегических исследований при президенте Казахстана.
1997—1998 — вице-министр информации и общественного согласия Республики Казахстан.
1998—2002 — руководитель пресс-службы президента Республики Казахстан.
2002—2004 — советник-посланник Посольства Республики Казахстан в Российской Федерации.
2004 — главный редактор газеты «Известия-Казахстан».
2004—2012 — заместитель генерального директора компании «Литер-Media», главный редактор газеты «Литер».
С мая 2012 года — главный редактор общественно-политической газеты «Время».
С 2012 года — член Совета по вопросам средств массовой информации при Министерстве культуры и информации Республики Казахстан.
Умер 9 апреля 2025 года в возрасте 58 лет.

## Награды
Орден «Курмет» (2009)
Медали — «Астана», «Қазақстан Республикасының тәуелсіздігiне 10 жыл».
Воинское звание — капитан-лейтенант.
Премия Президента Республики Казахстан в области средств массовой информации (2014)
Лауреат премии «За наиболее объективное и систематическое освещение деятельности политических партий Казахстана» (2006)

## Семейное положение
Отец — Тараков Юрий Андреевич — бывший главный редактор парламентской газеты «Советы Казахстана».
Мать — Таракова Таисия Леонтьевна, пенсионерка, была зоотехником-экономистом.
Старший брат — Александр — председатель правления АО "Республиканская газета «Казахстанская правда», директор республиканского государственного учреждения «Қоғамдық келісім» при президенте Республики Казахстан (с 2016 года).
Младший брат — Андрей, 1975 г.р., директор телеканала «Kazakh TV»
Жена (вторая) — Таракова (дев. Больгерт) Екатерина Андреевна, журналист.
Дети — (от первого брака) Павел, 1987 г.р., Мария, 1989 г.р., (от второго брака) Лев, 2011 г.р., Филипп, 2014 г.р.